# Meriania hexamera
Meriania hexamera är en tvåhjärtbladig växtart som beskrevs av Thomas Archibald Sprague. Meriania hexamera ingår i släktet Meriania och familjen Melastomataceae. Inga underarter finns listade i Catalogue of Life.